# Глубокое (Тотемский район)
Глубокое — посёлок в Тотемском районе Вологодской области.
Входит в состав Пятовского сельского поселения, с точки зрения административно-территориального деления — в Пятовский сельсовет.
Расположен на левом берегу реки Сухона. Расстояние по автодороге до районного центра Тотьмы — 4 км, до центра муниципального образования деревни Пятовская — 5 км. Ближайшие населённые пункты — Выдрино, Задняя, Савино.

## История
В 1966 г. указом президиума ВС РСФСР поселок Тотемского лесозавода переименован в Глубокое.

## Население
| 2010 |
| ---- |
| 187  |